# 곽규택
곽규택(郭圭澤, 1971년 4월 12일~)은 대한민국의 법조인 출신 정치인이다. 제22대 국회의원이다.
제22대 국회의원 선거를 앞두고 부산 서구·동구 선거구에 출마를 선언했으며 경선을 통과하면서 국민의힘 후보로 공천되었다. 본 투표 결과 57.95%의 득표율을 기록하면서 제22대 국회의원으로 당선되었다.

## 학력
- 토성국민학교 졸업
- 대동중학교 졸업
- 혜광고등학교 졸업
- 서울대학교 법학 학사
- 서울대학교 행정대학원 행정학 석사

## 경력
- 혜광고등학교 총학생회장
- 제35회 사법시험 합격
- 제25기 사법연수원 수료
- 워싱턴 주립대학교 로스쿨 방문학자
- 1999 서울중앙지방검찰청 검사
- 2001 대전지방검찰청 천안지청 검사
- 2003 대검찰청 검찰연구관
- 2006 서울서부지방검찰청 검사
- 2007 법무부 국제형사과 검사
- 2009 부산지방검찰청 부부장검사
- 2009. 8.~2010. 8. 부산지방검찰청 동부지청 형사3부장
- 2010. 8. 서울중앙지방검찰청 부부장검사
- ~2011. 9. 법무부 검찰제도개선팀 팀장
- 2011. 9.~2012. 7. 춘천지방검찰청 속초지청 지청장
- 2012. 7.~2013. 4. 대검찰청 범죄정보1담당관
- 2013. 4.~2014. 1. 서울중앙지방검찰청 형사6부 부장검사
- 2014. 1.~2014. 5. 전주지방검찰청 부장검사
- 2014. 5. 곽규택 법률사무소 변호사
- 공정거래위원회 자문위원
- 2016. 2.~2016. 3. 대한민국 제20대 국회의원 선거 부산 서구·동구 새누리당 국회의원 예비후보
- 2017. 1.~ 법무법인 친구 대표변호사
- 동아대학교 법학전문대학원 겸임교수
- 바른정당 부산광역시당 서구·동구 당원협의회 위원장
- 바른정당 부산광역시당 대변인
- 2019. 1.~2020. 1. 자유한국당 부산광역시당 중구·영도구 당원협의회 위원장
- 자유한국당 법률자문위원
- 자유한국당 부산광역시당 대변인
- 2020. 2.~2020. 3. 대한민국 제21대 국회의원 선거 부산 중구·영도구 미래통합당 국회의원 예비후보
- 국민의힘 부산광역시당 대변인
- 국민의힘 법률전문위원
- 2024. 3.~ 국민의힘 부산광역시당 서구·동구 당원협의회 위원장
- 2024. 4. 10. 대한민국 제21대 국회의원 선거 당선(부산 서구·동구, 국민의힘, 초선)[1][2]
- 2024. 5.~2024. 7. 국민의힘 제22대 국회의원 선거 백서 제작 특별위원회 위원
- 2024. 5.~2024. 12. 국민의힘 수석대변인
- 2024. 8.~2025. 6. 국민의힘 사기 탄핵 공작 진사규명 태스크포스 위원
- 2024. 9.~2024. 10.: 국민의힘 부산광역시당 2024년 하반기 재보궐선거 금정구청장 보궐선거 선거대책위원회 전략기획본부장
- 2024. 9.~: 국민의힘 호남동행 국회의원 발대식 명예의원(전북특별자치도)
- 2025. 5.~2025. 6.: 제21대 대통령 선거 국민의힘 김문수 대통령 후보 부산 선거대책위원회 클린선거대책본부장
- 2025. 5.~2025. 6.: 제21대 대통령 선거 국민의힘 김문수 대통령 후보 대변인단 대변인
- 2025. 5.~2025. 6.: 국민의힘 이재명 경기지사 거북섬 비리 특별위원회 위원
- 2025. 6.~: 국민의힘 원내부대표
- 2025. 7.~2025. 8.: 국민의힘 비상대책위원회 수석대변인
- 2025. 8.~: 국민의힘 법률자문위원회 위원장

### 의정활동
- 2024. 5.~ 제22대 국회의원(부산 서구·동구, 국민의힘, 초선)
  - 2024. 6.~ 제22대 국회 전반기 법제사법위원회 위원
    - 제22대 국회 전반기 법제사법위원회 법안심사제2소위원회 위원
    - 제22대 국회 전반기 법제사법위원회 법안심사제1소위원회 위원

  - 디지털경제3.0포럼 구성의원
  - 국회 대중문화미디어연구회 연구책임의원
  - 2024. 7.~2024. 8. 제22대 국회 전반기 대법관(노경필·박영재·이숙연) 임명동의에 관한 인사청문특별위원회 위원
  - 2024. 7.~2024. 12. 제22대 국회 전반기 예산결산특별위원회 위원
    - 제22대 국회 전반기 예산결산특별위원회 결산심사소위원회 위원
    - 제22대 국회 전반기 예산결산특별위원회 예산안등조정소위원회 위원

  - 2024. 12.~ 제22대 국회 전반기 순직 해병 수사 방해 및 사건 은폐 등의 진상규명을 위한 국정조사특별위원회 위원
  - 2024. 12.~2024. 12. 제22대 국회 헌법재판소 재판관(마은혁·정계선·조한창) 선출에 관한 인사청문특별위원회 위원
  - 2024. 12.~2025. 2. 윤석열정부의 비상계엄 선포를 통한 내란 진상규명 국정조사 특별위원회 위원
  - 2025. 6.~2025. 7.: 제22대 국회 국무총리(김민석) 임명동의에 관한 인사청문특별위원회 위원
  - 2025. 7.~ 제22대 국회 전반기 국회운영위원회 위원
    - 제22대 국회 전반기 국회운영위원회 국회운영개선소위원회 위원

## 가족 관계
영화 친구의 감독인 곽경택, 영화제작자 곽신애의 친동생이다.

## 역대 선거 결과
| 실시년도 | 선거   | 대수 | 직책     | 선거구         | 정당     | 득표수   | 득표율          | 순위 | 당락 | 비고 |
| -------- | ------ | ---- | -------- | -------------- | -------- | -------- | --------------- | ---- | ---- | ---- |
| 2024년   | 총선   | 22대 | 국회의원 | 부산 서구·동구 | 국민의힘 | 64,884표 | \| \| 57.95% \| | 1위  |      | 초선 |
|          | 57.95% |      |          |                |          |          |                 |      |      |      |

## 소속 정당
| 소속 정당 | 소속 정당  | 소속 기간 | 비고      |
| --------- | ---------- | --------- | --------- |
|           | 새누리당   | 2015~2017 | 당명 변경 |
|           | 무소속     | 2017      | 탈당      |
|           | 바른정당   | 2017      | 창당      |
|           | 무소속     | 2017      | 탈당      |
|           | 자유한국당 | 2017~2020 | 복당      |
|           | 미래통합당 | 2020      | 합당      |
|           | 국민의힘   | 2020~현재 | 당명 변경 |

## 같이 보기
- 부산 동구의 국회의원
- 부산 서구의 국회의원
- 서구·동구